# ルイーゼ・シャルロッテ・ツー・メクレンブルク
ルイーゼ・シャルロッテ・ツー・メクレンブルク（ドイツ語: Luise Charlotte Herzogin zu Mecklenburg [-Schwerin], 1779年11月19日 - 1801年1月4日）は、ドイツのメクレンブルク＝シュヴェリーン公爵家の公女で、ザクセン＝ゴータ＝アルテンブルク公アウグストの最初の妻。夫の即位以前に死去したため、公世子夫人（Erbherzogin）の称号で呼ばれる。

## 生涯
メクレンブルク＝シュヴェリーン公（1815年より大公）フリードリヒ・フランツ1世と、その妻でザクセン＝ゴータ＝アルテンブルク公子ヨハン・アウグストの娘であるルイーゼの間の第4子、次女として生まれた。1795年、スウェーデン王グスタフ4世アドルフと一時的に婚約したが、すぐに婚約を破棄されている。
1797年、ザクセン＝ゴータ＝アルテンブルク公エルンスト2世の長男で又従兄にあたるアウグストと結婚し、一人娘のルイーゼ（1800年 - 1831年）をもうけたが、1801年に21歳で死去した。娘のルイーゼはザクセン＝コーブルク＝ザールフェルト公（後にザクセン＝コーブルク＝ゴータ公）エルンスト1世と結婚した。